# 高斯號遠征

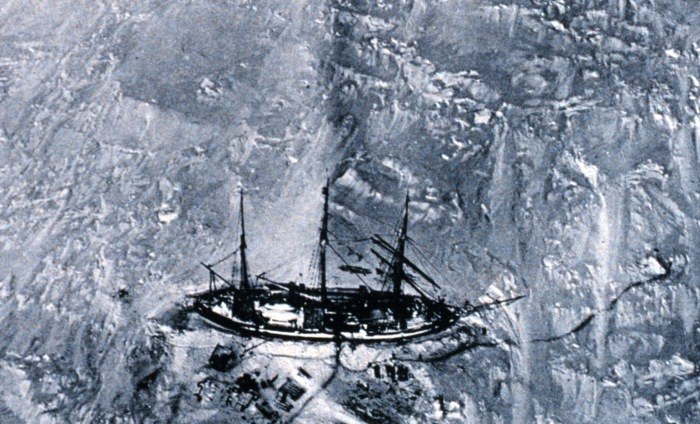
高斯號遠征

高斯號遠征（英語：Gauss Expedition）是1901年至1903年的德國南極遠征，也是第一次德國南極遠征。由北極遠征老手、地質學教授埃里希·馮·德蓋斯基領導，搭乘以德國數學家高斯為名的高斯號前往南極。

## 航程
1901年8月11日，德蓋斯基率領第一組德國南極遠征隊，搭乘高斯號離開德國基爾，探索凱爾蓋朗群島。一部分探險隊在凱爾蓋朗群島駐紮，其餘主要隊員則繼續往南。德蓋斯基號召隊員在赫德島上展開全面性的地質、植物相和動物相調查。儘管從1903年2月被浮冰困在當地已有14個月，他們仍發現了新的南極洲地區，凱撒·威廉二世地和高斯堡火山。德蓋斯基也是第一個在南極洲使用探空氣球的人。

## 回國
1903年11月，遠征隊回到基爾。後來，德蓋斯基將遠征發生的事情和科學資料整理成書。1905年至1931年，他總共出版了20冊書籍和2冊地圖集。

## 外部連結
- 埃里希·馮·德蓋斯基 （页面存档备份，存于）
- 凱爾蓋朗群島報告 （页面存档备份，存于）